# St. Georg (Nemsdorf)

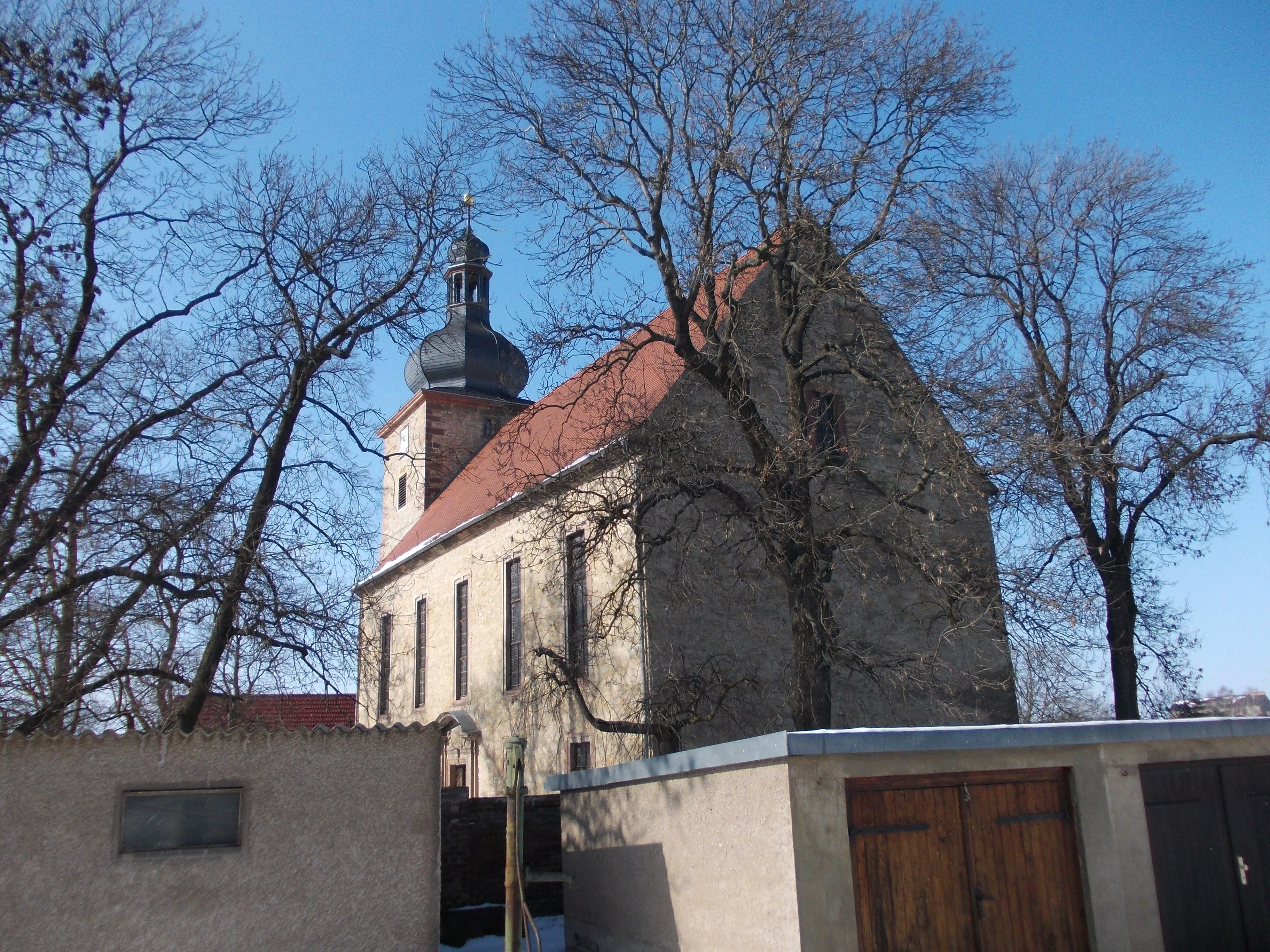
St. Georg in Nemsdorf

St. Georg ist eine denkmalgeschützte evangelische Kirche im Ort Nemsdorf der Gemeinde Nemsdorf-Göhrendorf in Sachsen-Anhalt. Im örtlichen Denkmalverzeichnis ist sie unter der Erfassungsnummer 094 16938 als Baudenkmal verzeichnet.
Patron des Sakralgebäudes, welches in der Pfarrgasse in Nemsdorf zu finden ist, ist der heilige Georg. Die Kirche wird bereits um das Jahr 1400 als Pfarrkirche bezeichnet. Im 16. Jahrhundert wurde sie zur Mutterkirche für Göhrendorf. Die heutige Kirche ist so stark vom Barock geprägt, dass man von einem Neubau ausgeht, nur der Turmunterbau wirkt älter als der Rest des Gebäudes. Das Kirchenschiff wurde 1730 errichtet und der Kirchturm 1793. Die Orgel schuf der Orgelbauer Wilhelm Rühlmann im Jahr 1902 mit 22 Registern bei pneumatischen Trakturen.